# Stephen Thorne
Stephen Douglas Thorne (Frankfurt am Main, 11 de fevereiro de 1953 – Santa Fe, 24 de maio de 1986) foi um engenheiro de sistemas, aviador naval, piloto de teste e candidato a astronauta norte-americano. Ele estudou na Escola Superior T. L. Hanna em Anderson, Carolina do Sul, e se formou em 1971, entrando em seguida na Academia Naval dos Estados Unidos em Annapolis, Maryland, onde se formou em 1975 com um bacharelato de ciência em engenharia de sistemas.
Thorne entrou na Marinha dos Estados Unidos depois de se formar e conquistou ser certificado de piloto em dezembro de 1976. Ele treinou com um F-4 Phantom II e foi transferido para o Esquadrão de Caças 21, sendo designado para servir no Oceano Pacífico a bordo do porta-aviões USS Ranger. Tornou-se piloto de teste em 1981 depois de cursar a Escola de Pilotos de Teste da Força Aérea, realizando testes de sistemas de armas e artilharia nas aeronaves Phantom II e A-7 Corsair II. Completou treinamento no F/A-18 Hornet em outubro de 1984 e entrou no Esquadrão de Caças de Ataque 132 no porta-aviões USS Coral Sea.
Thorne foi selecionado astronauta em junho de 1985 como parte do Grupo 11 da NASA. Ele começou seu programa de treinamento e avaliação em agosto, com a previsão de duração de um ano para qualificar-se como piloto em futuras missões do Ônibus Espacial. Entretanto, ele morreu em um acidente aéreo em maio de 1986 antes de finalizar seus treinamentos.